# Zowaber
Zowaber – wieś w Armenii, w prowincji Gegharkunik. W 2011 roku liczyła 1683 mieszkańców.